# Tansablogo (Salogo)
Pour les articles homonymes, voir Tansablogo.
Tansablogo  est une commune rurale située dans le département de Salogo de la province du Ganzourgou dans la région Plateau-Central au Burkina Faso.

## Géographie
Tansablogo est situé à 4 km au nord-ouest de Salogo, le chef-lieu du département, et à environ 30 km au nord-ouest de Zorgho.

## Santé et éducation
Le centre de soins le plus proche de Tansablogo est le centre de santé et de promotion sociale (CSPS) de Salogo tandis que le centre médical avec antenne chirurgicale (CMA) se trouve à Zorgho.